# Patania caletoralis
Patania caletoralis is een vlinder uit de familie van de grasmotten (Crambidae). De wetenschappelijke naam van deze soort is voor het eerst voorgesteld als Botys caletoralis door Francis Walker in een publicatie uit 1859.
Deze soort komt voor in India, Nepal, Bhutan, zuidelijk China, Taiwan, Indonesië, Papoea-Nieuw-Guinea en Australië.